# Rattus blangorum
Rattus blangorum — один з видів гризунів роду пацюки (Rattus).

## Поширення
Цей маловідомий вид знайдений тільки у типової місцевості в північній частині Суматри (Індонезія) на висоті 1097 м. Вид відомий тільки з двох зразків. Знайдений у лісі.

## Морфологічні особливості
Дрібні гризуни, завдовжки 139—149 мм, хвіст — 161—175 мм, стопа — 32 — 32,5 мм, вухо — 16 18 мм. Вага досягає до 90 г.

## Зовнішність
Верхні частини коричнево-жовтого відтінку, а вентральні частини кремово-жовтого із світлою серединною смужкою вздовж грудей. Задня частина ніг такого ж забарвлення, як і верхні частини тіла. Хвіст довший, ніж голова і тіло, рівномірно чорнявий і покритий приблизно 12 лусочковими кільцями на сантиметр.

## Загрози та охорона
Загрози невідомі. Потенційно виду серйозно загрожує збезлісення. Невідомо, чи вид присутній в охоронних територіях.